# بی‌ام
متیو کیم (انگلیسی: Matthew Kim; زادهٔ ۲۰ اکتبر ۱۹۹۲) که با نام هنری‌اش بی‌ام (انگلیسی: BM) یا بیگ متیو (انگلیسی: Big Matthew) شناخته می‌شود، رپر، ترانه‌سرا، آهنگساز و تهیه‌کننده موسیقی کره‌ای-آمریکایی مستقر در کره جنوبی زیر نظر دی‌اس‌پی مدیا است. او عضو گروه موسیقی کره جنوبی، کارد است.